# خليج فان ديمن

خريطة توضح خليج فان ديمن الخليج.

خليج فان ديمن (بالإنجليزية: Van Diemen Gulf) هو خليج يقع بين منطقة أرنهيم من شبه جزيرة كوبورج وبين جزيرة ملفيل الواقعة في شمال أستراليا. يعد الخليج بمثابة توصيله إلى بحر تيمور في الغرب عن طريق مضيق كلارنس (بالقرب من مدينة داروين)، وإلى بحر أرافورا في شمال مضيق دونداس (بين جزيرة ملفيل وشبه جزيرة كوبورغ). ويحدها من الجنوب الشرقي حديقة كاكادو الوطنية. الخليج يمتد على مساحة حوالي 14.000 كيلومتر مربع. هناك عدة أنهار تصب في الخليج تشمل: نهر جنوب التمساح ونهر شرق التمساح ونهر أديليد.